# Metzgeria tusui
Metzgeria tusui là một loài Rêu trong họ Metzgeriaceae. Loài này được Gola mô tả khoa học đầu tiên năm 1914.